# Asimilobina
Asimilobina es un inhibidor de la biosíntesis de la dopamina, y un antagonista del receptor serotoninérgico.